# Emanuel Persein-Beránek
Emanuel Persein-Beránek (18. ledna 1863 Uhlířské Janovice – 25. listopadu 1919 Chicago) byl český spisovatel a burzovní makléř.

## Život
Narodil se 18. ledna 1863 v Uhlířských Janovicích, do Spojených států amerických přicestoval v roce 1883.
V lednu 1885 se oženil s Annou Čechovou, která zemřela v červenci 1887 při porodu i s dítětem, Emanuel Beránek se už nikdy neoženil.
Roku 1896 vydal úspěšnou kuchařku, vydělané peníze investoval a pracoval jako burzovní makléř, roku 1911 se stal ředitelem nově vzniklé Americké státní banky.
Roku 1918 prodělal cevní moznovou příhodu, zemřel 25. listopadu 1919. Je pohřben společně s rodiči na Českém národním hřbitově v Chicagu.

## Dílo
U vydavatelství Augusta Geiringera vydal roku 1896 jednu z prvních velkých českých kuchařek, tištěných ve Spojených státech amerických v českém jazyce. "Nová domácí kuchařka pro česko-americké hospodyně" má 570 stran a obsahuje 1412 receptů. Pro nemajetné vycházela v sešitech, 64 stran receptů za 20 centů.